# Olympische Sommerspiele 1936/Teilnehmer (Lettland)
| Gelbes Symbol für Goldmedaillen mit stilisierten Olympischen Ringen | Graues Symbol für Silbermedaillen mit stilisierten Olympischen Ringen | Braundes Symbol für Bronzemedaillen mit stilisierten Olympischen Ringen |
| ------------------------------------------------------------------- | --------------------------------------------------------------------- | ----------------------------------------------------------------------- |
| —                                                                   | 1                                                                     | 1                                                                       |

Lettland nahm an den Olympischen Sommerspielen 1936 in Berlin mit einer Delegation von 24 Athleten teil.
| Männliche Teilnehmer aus Lettland | Männliche Teilnehmer aus Lettland | Männliche Teilnehmer aus Lettland | Männliche Teilnehmer aus Lettland | Männliche Teilnehmer aus Lettland         |
| Sportart                          | Sportler                          | Disziplin                         | Platz                             | Bemerkung                                 |
| --------------------------------- | --------------------------------- | --------------------------------- | --------------------------------- | ----------------------------------------- |
| Leichtathletik                    | Arthur Motmillers                 | Marathon                          | 28                                | –                                         |
| Leichtathletik                    | Voldemārs Vītols                  | 3000 m Hindernis                  | 7                                 | –                                         |
| Leichtathletik                    | Adalberts Bubenko                 | 50 km Gehen                       | Bronze                            | –                                         |
| Leichtathletik                    | Jānis Daliņš                      | 50 km Gehen                       | –                                 | Vorzeitig ausgeschieden                   |
| Leichtathletik                    | Arnolds Krūkliņš                  | 50 km Gehen                       | –                                 | Vorzeitig ausgeschieden                   |
| Leichtathletik                    | Oto Jurģis                        | Speerwurf                         | –                                 | ausgeschieden nach dem Halbfinale         |
| Leichtathletik                    | Jānis Dimza                       | Zehnkampf                         | –                                 | ausgeschieden nach der vierten Disziplin  |
| Ringen (griechisch-römisch)       | Krišjānis Kundziņš                | Federgewicht                      | –                                 | ausgeschieden nach der zweiten Runde      |
| Ringen (griechisch-römisch)       | Edvīns Bietags                    | Halbschwergewicht                 | Silver                            | –                                         |
| Ringen (griechisch-römisch)       | Alberts Zvejnieks                 | Schwergewicht                     | –                                 | ausgeschieden in der ersten Runde         |
| Schießen                          | Haralds Marvē                     | Schnellfeuerpistole               | 8                                 | –                                         |
| Schießen                          | Kārlis Kļava                      | Schnellfeuerpistole               | 23                                | –                                         |
| Schießen                          | Rūdolfs Baumanis                  | Kleinkaliber liegend, 50 m        | 32                                | –                                         |
| Radsport                          | Arvīds Immermanis                 | 100 km Straße                     | –                                 | Zeit wurde nicht gemessen                 |
| Radsport                          | Aleksejs Jurjevs                  | 100 km Straße                     | –                                 | Zeit wurde nicht gemessen                 |
| Radsport                          | Mārtiņš Mazūrs                    | 100 km Straße                     | –                                 | Zeit wurde nicht gemessen                 |
| Radsport                          | Jānis Vītols                      | 100 km Straße                     | –                                 | Zeit wurde nicht gemessen                 |
| Basketball                        | Eduards Andersons                 | –                                 | 15                                | ausgeschieden nach der zweiten Trostrunde |
| Basketball                        | Voldemārs Elmūts                  | –                                 | 15                                |                                           |
| Basketball                        | Mārtiņš Grundmanis                | –                                 | 15                                |                                           |
| Basketball                        | Rūdolfs Jurciņš                   | –                                 | 15                                |                                           |
| Basketball                        | Maksis Kazāks                     | –                                 | 15                                |                                           |
| Basketball                        | Visvaldis Melderis                | –                                 | 15                                |                                           |
| Basketball                        | Džems Raudziņš                    | –                                 | 15                                |                                           |